# Józef Paczyński

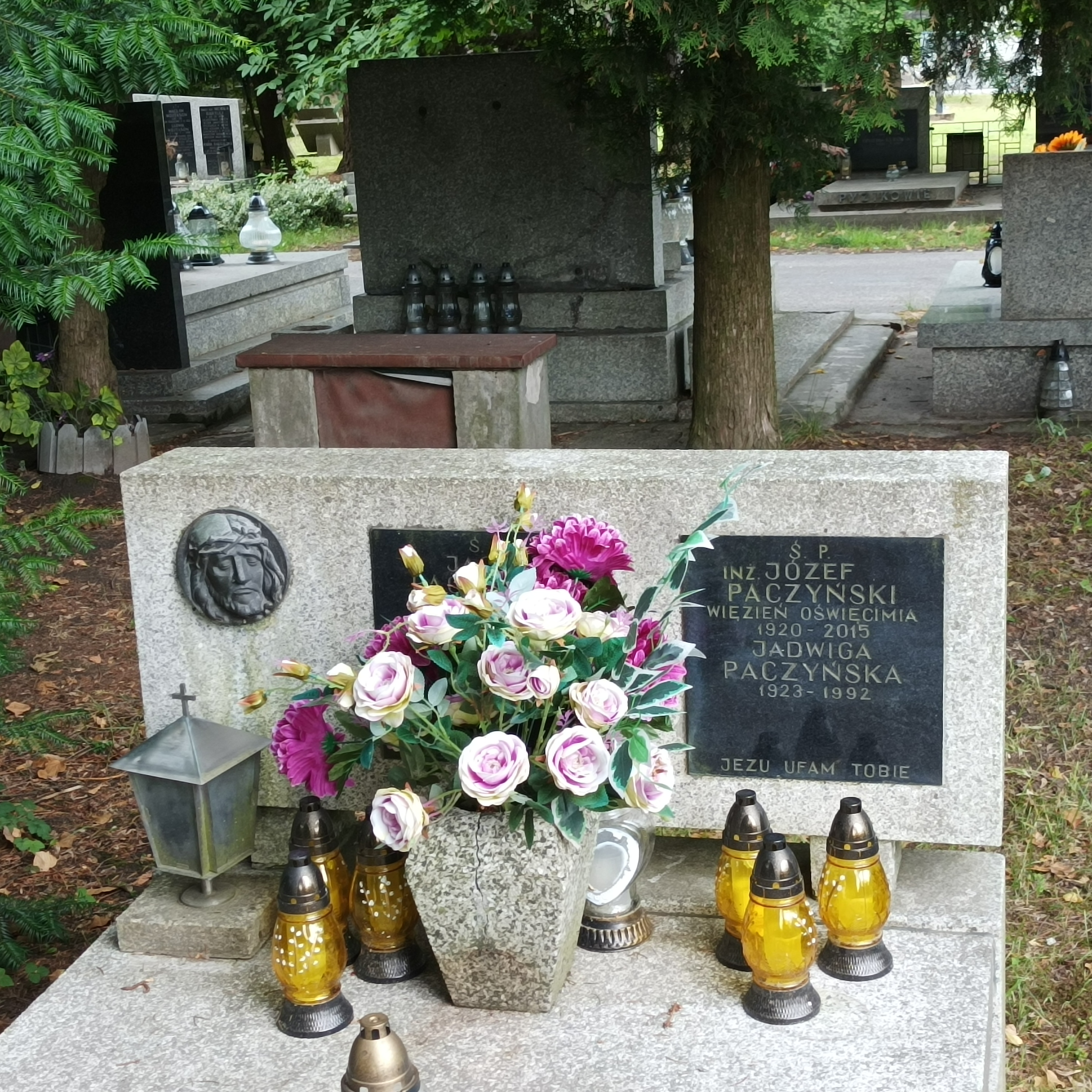
Grab von Józef Paczyński

Józef Paczyński (* 29. Januar 1920; † 26. April 2015) war ein polnischer Überlebender des KZ Auschwitz und im Lager der persönliche Friseur des Lagerkommandanten Rudolf Höß.

## Leben
Paczyński wurde im Juni 1940 als politischer Häftling in das Konzentrationslager Auschwitz deportiert und erhielt die Häftlingsnummer 121. Er arbeitete in einem Friseurladen neben dem Krematorium. 1942 wurde er der persönliche Friseur von Rudolf Höß. Paczyński hatte dabei die Gelegenheit, diesen zu töten, tat es aber unter anderem deswegen nicht, damit andere Häftlinge oder seine Familie nicht dafür bestraft werden. Zudem hätte man schnell einen Ersatz für Höß gefunden.
Im Januar 1945 wurde er im Zuge der kriegsbedingten Räumung des KZ Auschwitz mit den letzten Häftlingen auf einen Todesmarsch ins KZ Mauthausen geschickt, wo er im Mai 1945 befreit wurde.